# Mont-Saint-Jean, Côte-d'Or
Mont-Saint-Jean este o comună în departamentul Côte-d'Or, Franța. În 2009 avea o populație de 245 de locuitori.

## Evoluția populației
| An        | 1975 | 1982 | 1990 | 1999 | 2006 | 2009 |
| --------- | ---- | ---- | ---- | ---- | ---- | ---- |
| Populație | 283  | 271  | 270  | 262  | 256  | 245  |